# Olena Teliha
Olena Ivanivna Teliha (em ucraniano:  Олена Іванівна Теліга, 21 de julho de 1906 — 21 de fevereiro de 1942) foi a poetisa e ativista ucraniana de origem étnica ucraniana e russa.

## Biografia
Olena Teliha nasceu Elena Ivanovna Shovgeneva (em russo:  Елена Ивановна Шовгенева) na aldeia de Ilyinskoe, nos arredores de Moscovo, onde os seus familiares passavam as férias de Verão. Naquela região existem várias aldeias com o mesmo nome, por isso se desconhece o local exacto onde nasceu Olena Teliha. O seu pai era um engenheiro civil e a sua mãe era filha do sacerdote da Igreja Ortodoxa Russa. Em 1918, Teliha, juntamente com a família se muda para Kiev, onde o seu pai se torna o ministro do novo governo da UNR. Em Kiev a família viveu durante os anos da guerra civil ucraniana. Testemunhando o nascimento e a queda da República Popular da Ucrânia, Olena Teliha ganhou o interesse ávido pela língua e literatura ucraniana. Após a ocupação bolchevique, o seu pai exilou-se na Checoslováquia, seguido pelo resto da família em 1923. Em Praga Olena Teliha estudou a história e a filologia no colégio de professores ucranianos. Também em Praga, Teliha encontrou o grupo de jovens poetas ucranianos, começando escrever os seus primeiros versos. Após o casamento, ela se mudou para a Varsóvia, onde viveu até o início da Segunda Guerra Mundial. Em 1939, como muitos dos jovens ucranianos da sua amizade, Olena Teliha afiliou-se na Organização dos Nacionalistas Ucranianos, (na ala moderada de Andriy Melnyk), onde se dedicou às actividades políticas e culturais.

Dedos quebrados — longos e delgados,
Para rasgar os hábitos como os velhos gatos,
Para tirar as armas da sua mão
E a luta dura, onde essa luta dura é necessária.

O.Teliha, “Resposta”
Em 1941, Teliha e o seu marido Mykhaylo Teliha (com quem ela casou na Checoslováquia ) se mudam para Kiev, onde Olena Teliha prosseguiu com o seu trabalho cultural e literário, chefiando a Associação dos Escritores Ucranianos e editando o semanário cultural e artístico "Litavry". Uma grande parte do seu trabalho estava em desafio aberto às ordens das autoridades nazis. Ela presenciou a prisão dos seus amigos próximos do jornal afiliado com OUN do Andriy Melnyk, "Palavra Ucraniana" ("Ukrayinske Slovo"), e mesmo assim, ignorou o perigo. Ela se recusava a sair da cidade, declarando que nunca mais se exilará da Ucrânia..
Ela tinha apenas 35 anos, quando foi presa pela Gestapo e executada na ravina de Babi Yar em Kiev juntamente com o seu marido. Na sua câmara prisional, as últimas palavras da Olena Teliha foram gravadas na parede: "Aqui foi presa e daqui sairá para a sua morte Olena Teliha".

## Memórias

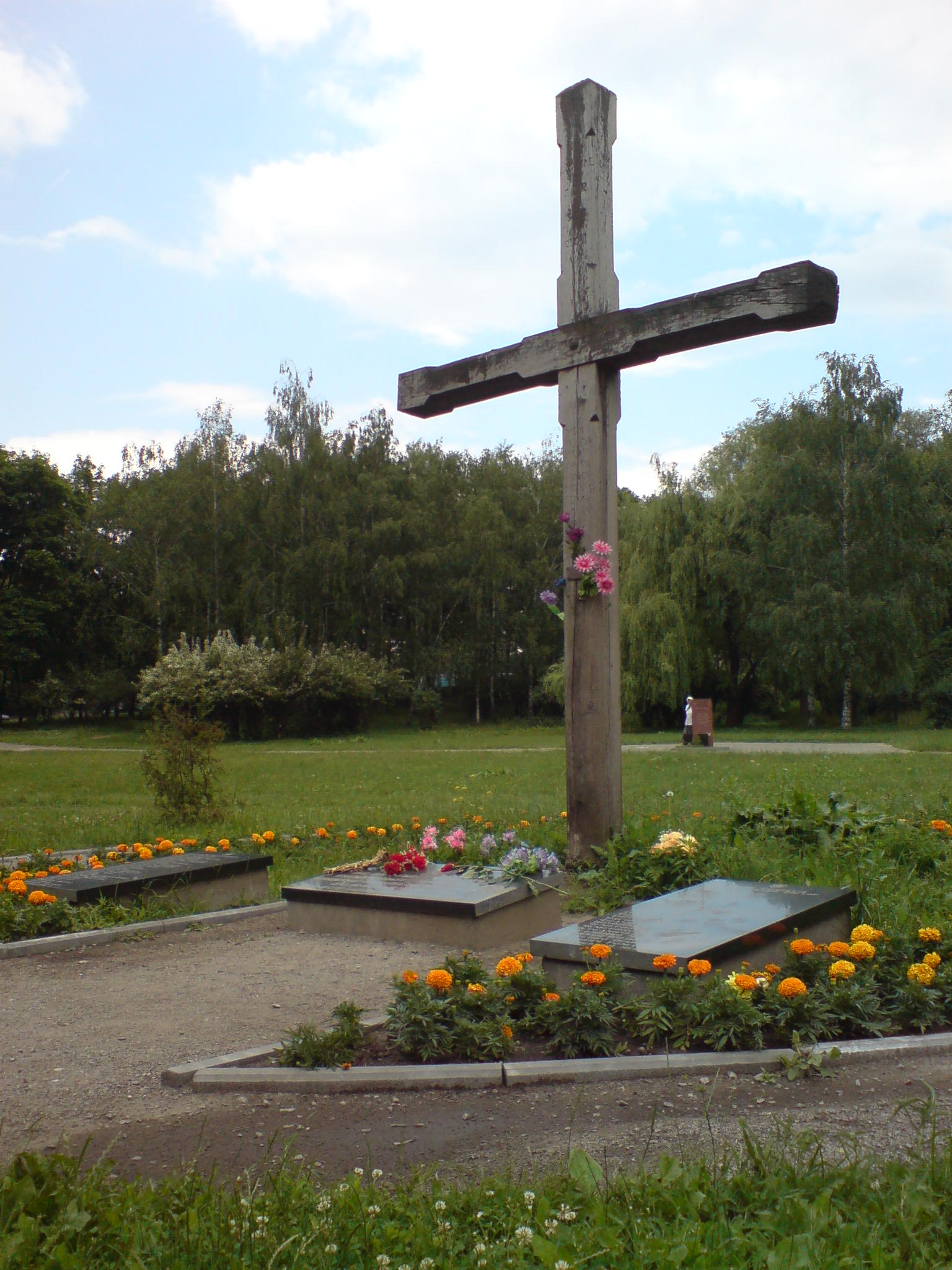
A cruz de madeira em Babi Yar em memória da Olena Teliha e outros nacionalistas ucranianos executados aqui em 1942

No dia 19 de Julho de 2007 o Banco Nacional da Ucrânia emitiu uma moeda comemorativa dedicada à Olena Teliha.